# 햄버거 힐 2
《햄버거 힐 2》(When Trumpets Fade)는 미국에서 제작한 존 어빈 감독의 1998년 전쟁, 드라마 영화이다. 1944년 가을 제2차 세계 대전 휘르트겐 숲 전투를 배경으로 한다. 론 엘다드 등이 주연으로 출연하였고 존 케머니 등이 제작에 참여하였다.

## 줄거리
소대 내 유일한 생존자인 제28보병사단 데이비드 이병은 위에서 자신을 병장으로 진급 시키고 분대장으로 임명하자 섹션 8을 적용하여 제대를 시도하지만 무시 당한다. 이후 데이비드는 무수한 사상자를 내게 되는 휘르트겐 숲 전투를 처절하게 헤쳐나간다.

## 출연진

### 주연
- 론 엘다드 - 데이비드 매닝 이병(→병장→소위) 역
- 프랭크 훼일리 - 토비 체임벌린 상등병, C중대 위생병 역
- 마틴 도너번 - 로이 프리칫 대위, 1대대 C중대 중대장 역
- 드와이트 요컴 - 조지 리크먼 중령, 1대대 대대장 역
- 잭 오스 - 워런 "샌디" 샌더슨 이병 역

### 조연
- 딜런 브루노 - 패트릭 탤벗 병장, 루커스가 속한 소대 분대장 역
- 댄 퍼터먼 - 더그 데스핀 이병 역
- 티머시 올리펀트 - 테런스 루커스 중위, 매닝과 탤벗이 속한 소대 소대장 역
- 제프리 도너번 - 로버트 "보비" 밀러 이병 역
- 보비 캐너발리 - 토머스 제넥 대위, C중대 새 중대장 역
- 프랑크미하엘 코베 - 상급상사, 독일 육군 순찰대장 역

## 기타 제작진
- 미술: 라슬로 러이카
- 의상: 죄르지 호몬나이
- 배역: 민디 마린

## 제작
헝가리 부다페스트와 벌러톤호, 캐나다 앨버타주 캘거리에서 촬영하였다.